# Гудолл, Рой
Фре́дерик Рой Гу́долл (англ. Frederick Roy Goodall; 31 декабря 1902 — 19 января 1982) — английский футболист, правый защитник. Всю свою карьеру провёл в клубе «Хаддерсфилд Таун». Также сыграл 25 матчей за национальную сборную Англии (12 из них в качестве капитана).

## Клубная карьера
Уроженец Дронфилда, Рой играл за местную юношескую команду «Дронфилд Вудхаус». 19 января 1921 года стал игроком «Хаддерсфилд Таун». Несмотря на интерес, который к нему проявляли другие клубы, в частности, лондонский «Арсенал», Рой всю свою карьеру провёл в одном клубе. Завершил карьеру игрока 11 мая 1937 года, после чего сразу же перешёл в тренерский штаб «Ноттингем Форест».
Гудолл выступал за «терьеров» в самый успешный период в истории команды, когда «Хаддерсфилд Таун» стал первым  в истории клубом, выигравшим три чемпионских титула Англии подряд.

## Карьера в сборной
Провёл 25 матчей за сборную Англия, в том числе с капитанской повязкой. Он мог бы стать капитаном сборной Англии на первом в истории чемпионате мира, если бы Футбольная ассоциация Англии приняла приглашение об участии.
Принял участие в семи Домашних чемпионатах Британии, выиграв три из них.

## Тренерская карьера
Сразу после завершения карьеры игрока в мае 1937 года принял предложение клуба «Ноттингем Форест» войти в его тренерский штаб. Работал в тренерском штабе «Ноттингема» до 1944 года.
С 16 мая 1945 года по 25 апреля 1949 года был секретарём и главным тренером клуба «Мансфилд Таун». Под его руководством команда сыграла в 139 официальных матчах (47 побед, 36 ничьих и 56 поражений).
В мае 1947 года проходил собеседование на пост главного тренера «Ньюкасл Юнайтед», но эта должность досталась Джорджу Мартину. В августе 1949 года вернулся в «Хаддерсфилд Таун» уже в качестве тренера, проработав на различных тренерских должностях до октября 1964 года, когда стал ассистентом главного тренера Тома Джонстона. По окончании сезона 1964/65 окончательно завершил карьеру.

## Достижения
«Хаддерсфилд Таун»
- Чемпион Англии (3): 1923/24, 1924/25, 1925/26
- Вице-чемпион Англии: 1926/27, 1927/28, 1933/34
- Финалист Кубка Англии: 1928, 1930

Сборная Англии
- Победитель Домашнего чемпионата Британии: 1929/30, 1930/31 (разделённая победа), 1931/32